# Selza
Selza o Selza della Brazza (in croato: Selca) è un comune dell'Isola di Brazza, nella Regione spalatino-dalmata in Croazia. Al 2001 possedeva una popolazione di 1 977 abitanti.
Dal 1893 al 1908 vi esercitò la professione di medico condotto lo scrittore slovacco Martin Kukučín, che vi ambientò il romanzo Dom v stráni ("La casa sulla riva").

## Geografia antropica

### Località
Il comune di Selza è suddiviso in 4 frazioni (naselja) di seguito elencati. Tra parentesi il nome in lingua italiana.
- Povlja (Povia[2][5], Povie[6] o Sant'Antonio[2])
- Sumartin o Sumartin na Braču (San Martino di Brazza[7][8] o San Martino[2][3][9])
- Selca (Selza[1][2][3][10])
- Novoselo o Novo Selo (Villanova di Brazza[11] o Villa Nuova[3])